# Allium julianum
Allium julianum là một loài thực vật có hoa trong họ Amaryllidaceae. Loài này được Brullo, Gangale & Uzunov mô tả khoa học đầu tiên năm 2007.